# Stanton Griffis
Stanton Griffis (Boston, 2 de mayo de 1887-Manhattan, 29 de agosto de 1974) fue un empresario y diplomático estadounidense, que se desempeñó como embajador de los Estados Unidos en Polonia, Egipto, Argentina y España.

## Biografía
Nacido en Boston, obtuvo una licenciatura de la Universidad de Cornell en 1910. Comenzó su carrera comercial en 1919 después de servir en el Estado Mayor del Ejército con el rango de capitán durante la Primera Guerra Mundial. Mientras trabajaba en Hemphill, Noyes & Co., financió la adquisición de Brentano por Adolf Kroch en 1933. También ayudó a Atlas Corporation a administrar el Madison Square Garden. Fue nombrado administrador de Cornell en 1930 y dirigió Paramount Pictures de 1935 a 1942. Se involucró con la diplomacia y las organizaciones no gubernamentales durante la Segunda Guerra Mundial, sirviendo como enviado especial a varias naciones de Europa occidental desde 1942 hasta 1943, y dirigiendo la Motion Picture Bureau, una división de la Oficina de Información de Guerra de Estados Unidos, entre 1943 y 1944. En un período posterior de dos meses como representante diplomático, intentó disuadir a los fabricantes suecos de rodamientos de exportar a Alemania. A su regreso a los Estados Unidos, fue nombrado líder de la Cruz Roja Americana en Asia-Pacífico. Por ayudar al esfuerzo bélico de la Segunda Guerra Mundial, recibió la Medalla al Mérito y la Medalla de la Libertad.
Fue nombrado embajador de Estados Unidos en Polonia en mayo de 1947 por el presidente Harry S. Truman. Renunció en abril de 1948 y fue nombrado embajador en Egipto poco después, sirviendo hasta marzo de 1949. Truman lo designó embajador en Argentina ese mismo año. Permaneció en ese cargo hasta 1950, y sucedió al encargado de negocios Paul T. Culbertson como embajador en España en 1951. Antes de dejar España en enero de 1952, fue condecorado como caballero Gran Cruz de la Orden de Carlos III.